# Válber Mendes Ferreira
Válber Mendes Ferreira, mais conhecido como Válber (São Luís, 22 de setembro de 1981), é um ex-futebolista brasileiro que atuava como meia.

## Carreira
Meia-atacante com 173 cm e 71 kg, Válber iniciou sua carreira nas categorias de base do Expressinho Futebol Clube do Maranhão, no final dos anos 90. Foi campeão alagoano de 2000 pela ASA de Arapiraca e em seguida foi contratado pelo Santa Cruz de Recife. Jogou uma temporada na segunda divisão da Bélgica e acabou sagrando-se campeão da Copa da Bélgica pelo Louviéroise, de La Louvière. Depois voltou ao Santa Cruz e teve passagem por outros clubes do nordeste.
Chegou ao Avaí em 2007, onde obteve êxito. Em 2008 foi um dos principais destaques do elenco do Avaí, na campanha do time na conquista do acesso à série A no Campeonato Brasileiro da Série B de 2008.
No ano de 2009, se aventurou no futebol da Coreia por empréstimo, aonde atuou pelo Daejeon Citizen e lá permaneceu até meados de 2010 quando voltou ao Avaí.
Para a temporada de 2011, foi anunciado como reforço da Ponte Preta.
No dia 3 de agosto de 2011, a diretoria do Ponte Preta rescindiu o contrato, pois ele foi contratado como Craque e não mostrou rendimento nos jogos e no clube, no mesmo dia a diretoria do Americana correu e fechou com Válber.
Em 2012, transferiu-se para o Red Bull Brasil para a disputa da Série A2 do Campeonato Paulista. Mas o time não conseguiu classificação às finais. Na segunda metade do ano, assinou um pré-contrato com o Atlético Goianiense, mas o acerto não foi concretizado. Então ele acertou com o Criciúma.
Em 2013, jogará pelo Ceará, foi anunciado dia 29 de dezembro de 2012. 
Foi dispensado, após várias lesões e não se destacando nos jogos, não agrandando a torcida e nem a diretoria. Acertou em julho, com o Brasiliense.
No final de 2013, Válber foi anunciado que seria o novo reforço do CRB para a temporada seguinte. Dias depois o clube acabou anunciando oficialmente que não contrataria mais o jogador, mas voltou atrás e confirmou-o.

## Títulos
ASA
- Campeonato Alagoano: 2000

La Louviere
- Copa da Bélgica: 2002, 2003

Ceará
- Campeonato Cearense: 2013